# Corpo-seco
 (novembre 2022).
Si vous disposez d'ouvrages ou d'articles de référence ou si vous connaissez des sites web de qualité traitant du thème abordé ici, merci de compléter l'article en donnant les références utiles à sa vérifiabilité et en les liant à la section « Notes et références ».
Corpo-Seco (corps sec) est un personnage du folklore brésilien.

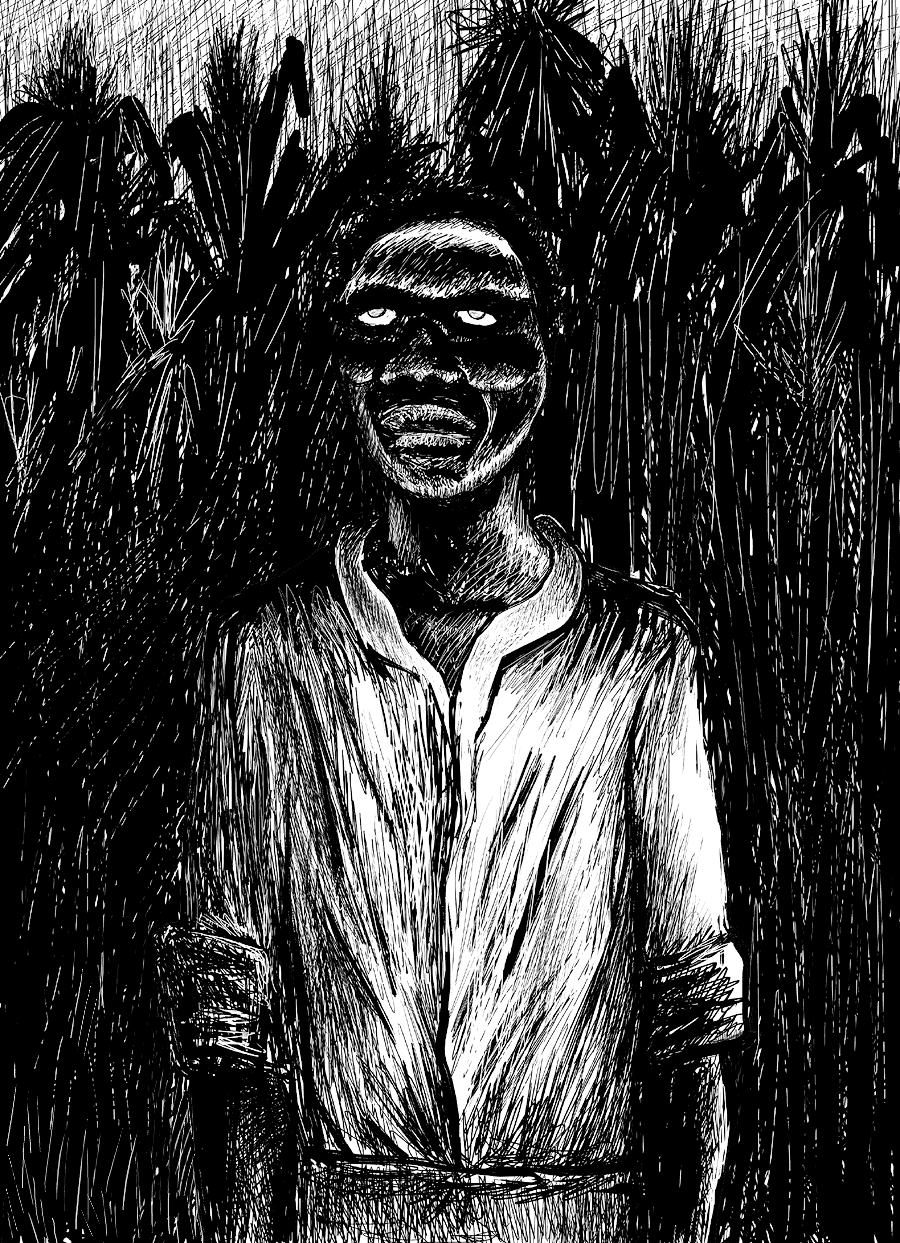
Vision d'artiste du corpo seco

Selon la légende, le Corpo seco est un homme qui a passé sa vie à être violent envers sa mère. En raison de cet acte de cruauté, lors de sa mort, il est rejeté par Dieu et le Diable, et même par la terre où il a été enterré.[réf. non conforme] Il se relève donc de la tombe, et va s'accrocher à un arbre pour faire sécher ses chairs entièrement pourries.
Une variante de cette légende existe dans certains quartiers de São Paulo : elle raconte que si un vivant passe près d'un arbre où se trouve un corpo seco, ce dernier lui saute dessus pour lui sucer le sang (comme un vampire). Si personne ne passe près de son arbre, le corpo seco finit par mourir. Cette variante est également présente dans les états Parana, Amazone, Mines Gerais, dans la région Centre Ouest du Brésil, et dans quelques pays africains de langue portugaise où elle a probablement été propagée par des soldats brésiliens vétérans de la mission UNAVEM III.
Un dicton populaire en lien avec cette légende dit : "Celui qui frappe sa mère gardera la main sèche."

## Dans la culture populaire
- Le Corpo seco est l'antagoniste principal de la première saison de la mini-série brésilienne « La Cité invisible » diffusée sur Netflix en 2021 et mettant en scène différents éléments du folklore brésilien.